# Stamboom Johan V van Nassau-Dillenburg
| Stamboom Johan V van Nassau-Dillenburg                                            | Stamboom Johan V van Nassau-Dillenburg                                                 | Stamboom Johan V van Nassau-Dillenburg                                                 | Stamboom Johan V van Nassau-Dillenburg                                                 | Stamboom Johan V van Nassau-Dillenburg                                                 | Stamboom Johan V van Nassau-Dillenburg                                                 | Stamboom Johan V van Nassau-Dillenburg                                                 | Stamboom Johan V van Nassau-Dillenburg | Stamboom Johan V van Nassau-Dillenburg                                                 | Stamboom Johan V van Nassau-Dillenburg                                                 |
| --------------------------------------------------------------------------------- | -------------------------------------------------------------------------------------- | -------------------------------------------------------------------------------------- | -------------------------------------------------------------------------------------- | -------------------------------------------------------------------------------------- | -------------------------------------------------------------------------------------- | -------------------------------------------------------------------------------------- | --- | -------------------------------------------------------------------------------------- | -------------------------------------------------------------------------------------- |
| Grootouders                                                                       | Engelbrecht I van Nassau (±1370/1380-1442) x 1403 Johanna van Polanen (1392-1445)      | Engelbrecht I van Nassau (±1370/1380-1442) x 1403 Johanna van Polanen (1392-1445)      | Engelbrecht I van Nassau (±1370/1380-1442) x 1403 Johanna van Polanen (1392-1445)      | Engelbrecht I van Nassau (±1370/1380-1442) x 1403 Johanna van Polanen (1392-1445)      | Johan I van Loon-Heinsberg x Gravin van Solms-Braunfels                                | Johan I van Loon-Heinsberg x Gravin van Solms-Braunfels                                | Johan I van Loon-Heinsberg x Gravin van Solms-Braunfels | Johan I van Loon-Heinsberg x Gravin van Solms-Braunfels                                | Johan I van Loon-Heinsberg x Gravin van Solms-Braunfels                                |
| Ouders                                                                            | Johan IV van Nassau-Dillenburg (1410-1475) x 1440 Maria van Loon-Heinsberg (1424-1502) | Johan IV van Nassau-Dillenburg (1410-1475) x 1440 Maria van Loon-Heinsberg (1424-1502) | Johan IV van Nassau-Dillenburg (1410-1475) x 1440 Maria van Loon-Heinsberg (1424-1502) | Johan IV van Nassau-Dillenburg (1410-1475) x 1440 Maria van Loon-Heinsberg (1424-1502) | Johan IV van Nassau-Dillenburg (1410-1475) x 1440 Maria van Loon-Heinsberg (1424-1502) | Johan IV van Nassau-Dillenburg (1410-1475) x 1440 Maria van Loon-Heinsberg (1424-1502) | Johan IV van Nassau-Dillenburg (1410-1475) x 1440 Maria van Loon-Heinsberg (1424-1502) | Johan IV van Nassau-Dillenburg (1410-1475) x 1440 Maria van Loon-Heinsberg (1424-1502) | Johan IV van Nassau-Dillenburg (1410-1475) x 1440 Maria van Loon-Heinsberg (1424-1502) |
| Johan V van Nassau-Dillenburg (1455-1516) x 1482 Elisabeth van Hessen (1466-1523) |                                                                                        |                                                                                        |                                                                                        |                                                                                        |                                                                                        |                                                                                        | |                                                                                        |                                                                                        |
| Kinderen                                                                          | Hendrik III (1483-1538)                                                                | Hendrik III (1483-1538)                                                                | Hendrik III (1483-1538)                                                                | Johan (1484-1504)                                                                      | Ernst (1486)                                                                           | Willem (1487-1559) Willem de Rijke                                                     | Willem (1487-1559) Willem de Rijke | Elisabeth (1488-1559)                                                                  | Maria (1491-1547)                                                                      |
| Kinderen                                                                          | x 1503 Françoise Louise van Savoye (?-1511)                                            | x 1515 Claudia van Chalon (1498-1521)                                                  | x 1524 Mencia de Mendoça y Fonseca                                                     | Johan (1484-1504)                                                                      | Ernst (1486)                                                                           | x Walburga van Egmont                                                                  | x Juliana van Stolberg (1506-1580) | Elisabeth (1488-1559)                                                                  | Maria (1491-1547)                                                                      |
| Kleinkinderen                                                                     | ?                                                                                      | René van Chalon (1519-1544)                                                            | ?                                                                                      | ?                                                                                      | ?                                                                                      | dochter ?                                                                              | Willem I (1533-1584) Willem de Zwijger Hermanna (1534-?) Jan VI (1535-1606) Jan de Oude Lodewijk (1538-1574) Maria (1539-1599) Adolf (1540-1568) Anna (1541-?) Elisabeth (1542-?) Catharina (1543-1624) Juliana (1546-?) Magdalena (1547-?) Hendrik (1550-1574) | ?                                                                                      | ?                                                                                      |